# Юсоф Хаслам
Юсоф Хаслам (малай. Md. Yusof bin Md. Haslam; нар. 24 квітня 1954 року) — малайзійський актор, режисер і продюсер. Найбільш відомий поліцейським драматичним телесеріалом «Gerak Khas», який він зрежисерував і спродюсував. Популярність його фільмів привела до того, що його прозвали «Людина на шість мільйонів доларів».
Його спадщину в розважальному шоу-бізнесі тепер несуть два його сини, Шамсул і Шафік. Юсоф також має власну телевізійну та кінокомпанію «Skop Productions», де він обіймає посаду директора.